# Łączka (wydma)
Łączka (pot. t. Łącka Góra, również Łącka Wydma) – wzniesienie wydmowe o zmiennej wysokości w zależności od pory roku, sięgające średnio od 30 m n.p.m. do nawet 42 m n.p.m. zlokalizowane na Mierzei Łebskiej, na Wybrzeżu Słowińskim, położone w woj. pomorskim, w powiecie słupskim, w gminie Smołdzino. Łączka znajduje się w Słowińskim Parku Narodowym w ekosystemie tzw. ruchomych wydm. Wydma Łącka uznawana jest za najwyższą ruchomą wydmę w Polsce oraz drugą najwyższą wydmą ogólnie, zaraz po Wielbłądzim Grzebiecie, wydmą o stałej wysokości sięgającej 49,5 m n.p.m. 
Do 1945 r. stosowano niemiecką nazwę Lontzken Berg. W 1955 r. wprowadzono urzędowo polską nazwę Łączka.